# Alyssa Sutherland
Alyssa Sutherland (23 de setembro de 1982) é uma atriz e modelo australiana. Sua carreira de modelo começou em 1997 quando ela venceu um concurso na Girlfriend, uma revista adolescente na Austrália. Após a vitória, ela assinou contrato com a Vogue Australia. Como atriz seu papel de maior destaque é o de Aslaug, em Vikings (série de televisão).

## Filmografia
| Ano  | Título             | Personagem               | Notas |
| ---- | ------------------ | ------------------------ | ----- |
| 2006 | Day on Fire        | Modelo                   |       |
| 2009 | Don't Look Up      | Claire                   |       |
| 2012 | Arbitrage          | Recepcionista do Jeffrey |       |
| 2013 | The Fortune Theory | Delilah Heinz            |       |
| 2013 | Spencer            | Jane                     |       |
| 2023 | Evil Dead Rise     | Ellie                    |       |

| Ano       | Título                            | Personagem                    | Notas                              |
| --------- | --------------------------------- | ----------------------------- | ---------------------------------- |
| 2008      | New Amsterdam                     |                               |                                    |
| 2011      | Law & Order: Special Victims Unit | Kate                          | "Bang" (Temporada 12, Episódio 22) |
| 2013–2016 | Vikings                           | Rainha Aslaug                 | Protagonista                       |
| 2015      | Australia's Next Top Model        | Ela mesma                     | Jurada participante                |
| 2016      | Drinking with the Stars           | Ela mesma                     |                                    |
| 2017      | The Mist                          | Eve Cunningham / Eve Copeland |                                    |